# Heliconia abaloi
Heliconia abaloi là một loài thực vật có hoa trong họ Heliconiaceae. Loài này được G.Morales mô tả khoa học đầu tiên năm 1984.